# Polynoncus bullatus
Polynoncus bullatus är en skalbaggsart som beskrevs av Curtis 1845. Polynoncus bullatus ingår i släktet Polynoncus och familjen knotbaggar. Inga underarter finns listade i Catalogue of Life.